# Fatin
Fatin est une localité située dans le département de Boussouma de la province du Sandbondtenga dans la région des Kuilsé au Burkina Faso.

## Géographie
Localité composée de plusieurs centres d'habitation dispersés, Fatin est situé à 6 km au sud-est de Forgui, à 13 km à l'est de Boussouma, le chef-lieu du département, et à 30 km au sud-est du centre de Kaya, la principale ville de la région. Le village est à 6 km à l'ouest de la route nationale 15 reliant Kaya à Boulsa.

## Économie
L'agro-pastoralisme est l'activité principale du village.

## Éducation et santé
Fatin accueille, depuis 2015, un centre de santé et de promotion sociale (CSPS) tandis que le centre médical avec antenne chirurgicale (CMA) de la province se trouve à Boussouma et que le centre hospitalier régional (CHR) est à Kaya.
Fatin possède une école primaire publique.